# Amblyaeneus malaisei
Amblyaeneus malaisei là một loài tò vò trong họ Ichneumonidae.